# Michel Dénériaz
Pour les articles homonymes, voir Dénériaz.
Michel Dénériaz, né à Sion (canton du Valais), le 28 février 1928 et mort à Lausanne le 16 janvier 1999, est un animateur radio suisse. Il a été animateur en particulier sur la Radio suisse romande[réf. incomplète].

## Biographie
En 1940, il arrive avec ses parents à Lausanne mais il prépare sa maturité au Collège Saint-Michel de Fribourg. Il débute à la radio (sur Radio-Lausanne) en 1951 alors qu'il vient de terminer sa licence en droit à l'Université de Lausanne. Avec Roger Nordmann, il participe à l'émission La Chaîne du bonheur, prenant la relève de Jack Rollan qui quitte l'émission durant l'hiver 1950-1951. Dès lors, il reste à la Radio suisse romande où il animera successivement des émissions comme Mardi les gars avec Émile Gardaz, Discanalyse, Fêtes comme chez vous.
De 1969 à 1981, il est le représentant de la Télévision suisse romande au jeu Francophonissime et le "Francophone d'Or", une émission commune des télévisions francophones du service public. Cette émission s'arrêtera à la mort de Jean Valton. Il participe également à de nombreux jeux télévisés comme Les incollables - Système D et Passe et Gagne (1977-1978), la Timbale, L'Académie des neuf, Les Jeux de 20 heures, Lequel des trois, (1972), Zig-Zag (1977)[réf. incomplète].
Marié à Colette, il a eu trois enfants. Il quitte la radio en 1993.

## Émissions à la radio
- La Chaîne du bonheur
- Mardi les gars
- Discanalyse
- Fêtes comme chez vous
- Masques et musique
- Deux de dôle
- Les Uns les autres
- La Bonne tranche
- Le bon numéro
- Bon anniversaire
- Télérallye
- Portrait-robot